# Eduard Hnilička
Eduard Hnilička (1. února 1887 Praha – 10. dubna 1967 Praha) byl český architekt, fotograf a grafik.

## Život
Narodil se na pražském Novém Městě jako první ze čtyř dětí poštovního oficiála Eduarda Hniličky (1845–1902) z Veselí nad Lužnicí a jeho druhé manželky Barbory (Betti), rozené Mestekové (* 1850). Měl mladšího bratra Quida (* 1889) a sestry Ludmilu (* 1877) a Růženu (* 1882). Nebyl tedy synem stavitele Eduarda Hniličky (* 1859 v Českém Brodě), jak se píše v literatuře.
Absolvoval v Praze německou reálku a v letech 1906–1911 vystudoval architekturu na Pražské polytechnice u profesorů Josefa Schulze, Jana Kouly a Antonína Balšánka. Roku 1912 se oženil s Hedvikou (* 1886).
Byl členem redakční rady časopisu Styl a Klubu Za starou Prahu.
Zemřel roku 1967 v Praze a byl pohřben na Olšanských hřbitovech.

## Tvorba
Hnilička ve své práci projektanta - podobně jako jeho vrstevníci- vyšel z dekorativní fáze secese, kterou za jeho studií učili jeho pedagogové jako profesor Jan Koula. Brzy se přiklonil k vídeňské geometrické secesi a k obdivu různých stylů moderní architektury. V meziválečné době patřil k předním představitelům stylu art deco, až dospěl k funkcionalismu. K jeho nejvýznamnějším realizacím patří rozsáhlý palác YMCA v Praze Na Poříčí.

## Pozůstalost
- Pozůstalost je uložena v archivu Národního technického muzea v Praze, fond 133.
- Dokumentace školních projektů je v Archivu ČVUT v Praze.

## Dílo

### Architektonické soutěže
- 1917 návrh pomníku[4]
- soutěžní návrh na budovu divadla v Olomouci[4]
- 1922 soutěžní návrh na budovu 2. Národního divadla v Praze[4]
- soutěžní návrh na letiště v Ruzyni[4]

### Realizace
- 1920 rodinné domy čp. 331-336, Pod Vyhlídkou 14-24, Praha 6 - Střešovice[3], stavitel: František X. Švec[6]
- 1922-1923 Domov starodružiníků, Wuchterlova 343/1, Praha 6 - Dejvice, stavitel: František X. Švec
- 1922–1923 soubor rodinných domů čp. 1446 - 1453, Podbělohorská 4-28, Praha 5 - Smíchov[3][7]
- 1923–1926 rodinný dům houslisty Karla Hoffmanna, čp. 204, Lopatecká 7, Praha 4 - Podolí[3][8]
- 1925 přestavba domu čp. 649, Jakubská 8, Praha 1 - Staré Město[3]
- 1925–1928 puristický Palác YMCA, čp. 1041, Na Poříčí 12, Praha 1 - Nové Město[9]
- Mariánské Lázně, dnešní škola Jih
- 1927–1928 rodinný dům čp. 723, Počernická 5, Praha 10 - Strašnice[3][10]
- 1927–1928 rodinný dům čp. 897, Na Markvartce 10, Praha 6 - Dejvice[3]
- 1937–1939 trafostanice (měnírna Rokoska) v ulici V Holešovičkách, Praha 8 - Libeň[3]

### Grafika
- 1915 dřevoryt Stará hradčanská radnice vyšel jako příloha časopisu Veraikon[11]
- 1920 Výstava Veraikonu v Domě umělců v Praze, vystaveny byly náčrty, linoryty, dřevoryt Z Litic[4]
- Grafické úpravy a přebaly knih z let 1954-1957:
- Merhout Cyril, Paláce a zahrady pod Pražským hradem, Orbis, Praha 1954 (vazba, přebal)
- Merhout Cyril, O Malé straně (Její stavební vývoj a dávný život), Orbis Praha 1956 (obálka, vazba)
- Kubíček Alois, Stará Praha v nové kráse (Obnovené památky pražské), Orbis, Praha 1957

## Galerie

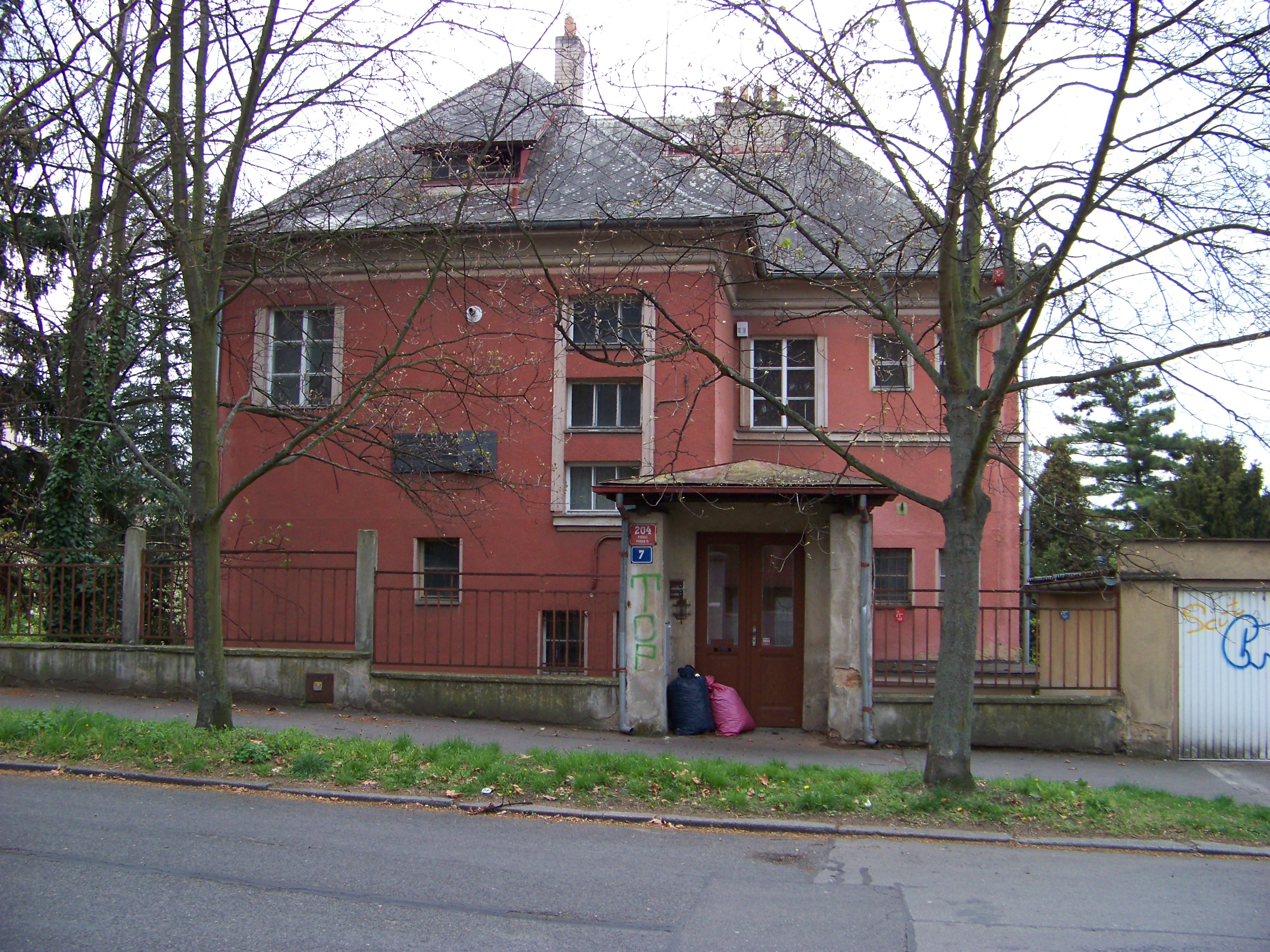
Vila karla Hoffmanna, Praha 4-Podolí, Lopatecká 204/7
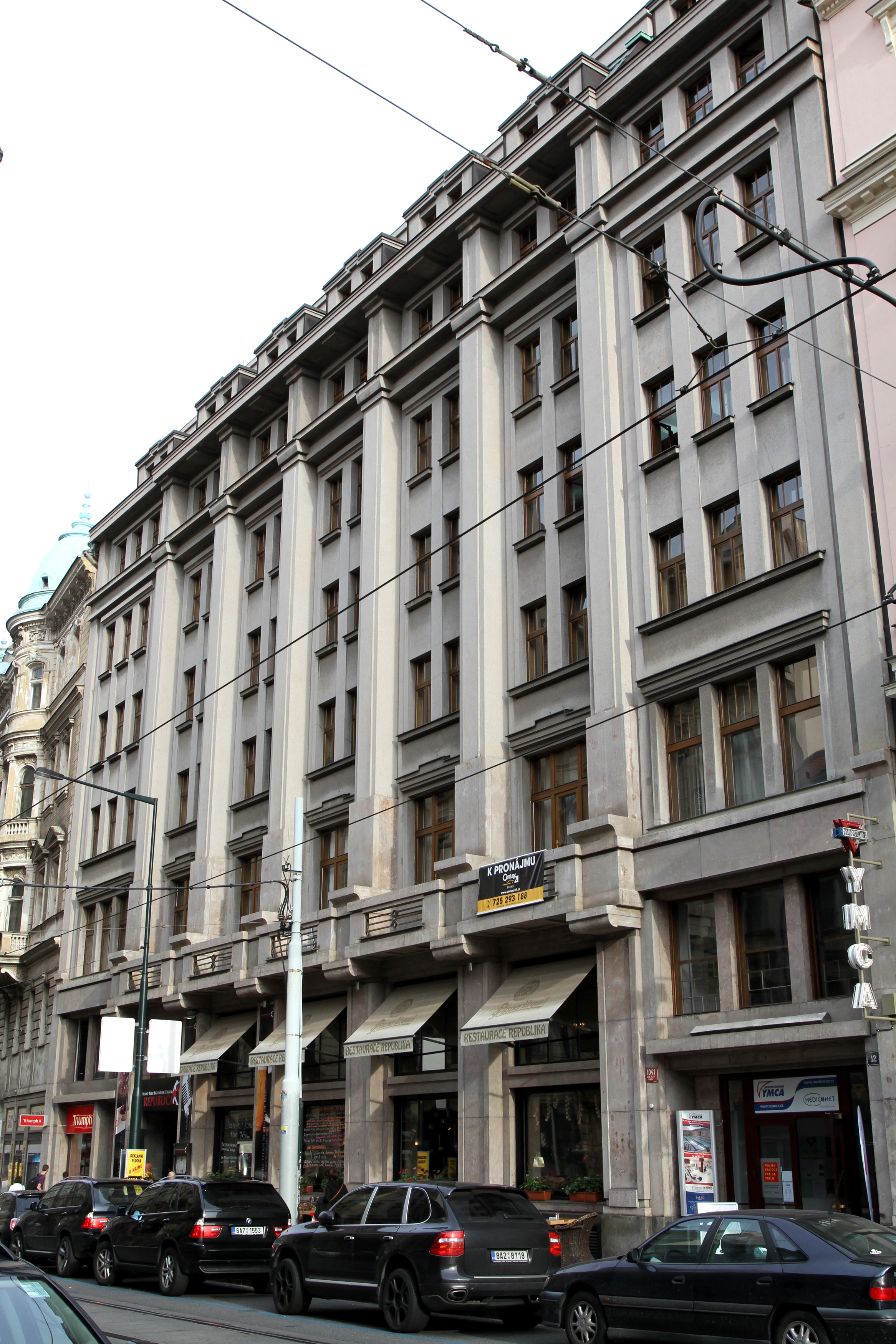
Palác YMCA Na Poříčí

## Výstavy
- Československé umění na výstavě soudobé kultury v Brně 1928,
- Výsledek soutěže na úpravu v Národním divadle, in: Výtvarná práce 2, 1954
- Výstava Eduard Hnilička (1887–1967), Trmalova vila, Vilová 11, Praha 10, 14. 8. - 1. 9. 2013[12]